# Standard 12/15
La 12/15 è un'autovettura prodotta dalla Standard nel 1904. Sostituì la 6 hp.
Come il modello che sostituì, anche la 12/15 era disponibile in versione torpedo quattro posti. Il motore era bicilindrico, e possedeva una cilindrata di 1.926 cm³. Era a valvole laterali. L'alesaggio e la corsa erano, rispettivamente, di 127 mm e 76 mm.  La potenza erogata dal propulsore era di 15 CV.